# Jani Sievinen
Jani Nikanor Sievinen (Ausspracheⓘ; * 31. März 1974 in Vihti) ist ein ehemaliger finnischer Schwimmer. Gemeinsam mit Antti Kasvio war er der erfolgreichste finnische Schwimmer in den 1990er Jahren.

## Werdegang
Durch seinen Vielseitigkeit, konnte Sievinen vor allem auf den Lagendistanzen große Erfolge feiern.
Insgesamt nahm er von 1992 bis 2004 an vier Olympischen Sommerspielen teil. 1992 in Barcelona konnte er nur über die 200 Meter Lagen das Finale erreichen, wo er 28 Hundertstelsekunden hinter dem Ungar Attila Czene blieb und damit die Bronzemedaille verpasste. Über die 100-Meter-Schmetterlingstrecke verpasste er als 13. das Finale. Er ging auch mit allen finnischen Staffeln an den Start, wurde mit dieser aber nie besser als Zwölfter.
In den frühen 1990er-Jahren stellte er auch zahlreiche neue Welt- und Europarekorde auf. So verbesserte er zum Beispiel bei einer Schwimmveranstaltung im finnischen Hyvinkää den 50-Meter-Rücken-Kurzbahneuroparekord auf 00:24,81 min. Aber auch den Kurzbahnwelt- und -uroparekord über 200 Meter Lagen verbesserte er in dieser Zeit mehrmals. Dieser konnte erst 2004 von George Bovell (Weltrekord) und 2005 von László Cseh endgültig verbessert werden. Zwischen 1993 und 1997 hielt Sievinen ebenfalls den 400-Meter Lagen-Kurzbahn-Welt- und Europarekord fünf Jahre lang.
Seinen einzigen Langbahnweltrekord erschwamm er bei seinem Weltmeistertitel über 200 Meter Lagen bei den Schwimmweltmeisterschaften 1994 in Rom. Doch dieser blieb dafür neun Jahre lang bestehen, ehe der US-Amerikaner Michael Phelps ihn 2003 verbesserte. Der Europarekord konnte überhaupt erst 13 Jahre später, bei den Schwimmweltmeisterschaften 2007 von László Cseh verbessert werden.
1996, bei den Olympischen Spielen, gewann er mit der Silbermedaille über 200 Meter Lagen seine erste und einzige Olympiamedaille. Es blieb wie schon 1992 Attila Czene vor ihm. Über 400 Meter Lagen und 200 Meter Freistil kam er nicht über den Vorlauf hinaus und wurde schlussendlich jeweils 17. Mit der finnischen 4-mal-100-Meter-Freistilstaffel belegte er den zwölften Endrang.
Bei den Olympischen Sommerspielen 2000 in Sydney kam er auf seiner Paradestrecke, den 200 Meter Lagen ins Finale, beendete dieses allerdings als Achter. Über 400 Meter Lagen landete er überhaupt nur auf dem 27. Gesamtrang.
Vier Jahre später bei den Olympischen Sommerspielen 2004 in Athen, kam er über einen 20. Platz auf der 200-Meter-Lagenstrecke nicht hinaus.
Zwischen 1999 und 2003 wurde er noch viermal Kurzbahnweltmeister, drei Mal Kurzbahneuropameister und einmal Europameister auf der Langbahn.
Dabei sticht vor allem das Jahr 2002 heraus, in dem er bei den Kurzbahnweltmeisterschaften 2002 in Moskau, bei den Schwimmeuropameisterschaften 2002 in Berlin und bei den Kurzbahneuropameisterschaften 2002 in Riesa jeweils den Titel über die 200 Meter Lagen beziehungsweise in Riesa über die 100 Meter Lagen den Titel gewinnen konnte.

### Rücktritt
Bei den Heimkurzbahneuropameisterschaften 2006 in Helsinki beendete der fünfmalige Welt- und zwölfmalige Europameister seine 16 Jahre dauernde Karriere mit einem fünften Platz über die 100-Meter-Lagendistanz.